# Humphrey de Bohun (4e comte de Hereford)
Pour les articles homonymes, voir Humphrey de Bohun et Bohun.
Humphrey (VII) de Bohun (v. 1276 – 16 mars 1322), 4e comte de Hereford et 3e comte d'Essex, est un magnat anglais. Fils unique d'Humphrey (VI) de Bohun, il hérite des possessions paternelles en 1298. L'habileté martiale et la loyauté à la couronne d'Humphrey séduisent le roi Édouard Ier, qui lui offre en 1302 en mariage sa fille Élisabeth. Humphrey de Bohun prend part aux campagnes d'Écosse de son beau-père et est récompensé de son efficacité en recevant en 1306 plusieurs terres confisquées à Robert Bruce ainsi que la garde de l'épouse de ce dernier, Élisabeth de Bourg. Par conséquent, Humphrey est à l'avènement de son beau-frère Édouard II en 1307 l'un des principaux soutiens de la couronne ainsi que l'un des feudataires les plus respectés au sein du baronnage anglais.
Comme la grande majorité des barons, Humphrey ne tarde pas à rentrer en conflit avec le nouveau roi en raison des faveurs démesurées que fait pleuvoir celui-ci sur son favori Pierre Gaveston. Il approuve l'exil de Gaveston en 1308, mais consent à son retour l'année suivante. Désigné en 1310 comme l'un des Seigneurs Ordonnateurs chargés de réformer le royaume, Humphrey rédige avec les autres barons d'Angleterre les Ordonnances de 1311 et impose une nouvelle fois l'exil de Gaveston. Au retour illégal du favori en 1312, Hereford s'associe aux comtes de Lancastre et de Warwick lorsque ces derniers font exécuter Gaveston. Pardonné l'année suivante, Humphrey accompagne le roi au cours de la bataille de Bannockburn en 1314, où il est fait prisonnier.
Rançonné par son beau-frère, Humphrey de Bohun cherche au cours des années suivantes à se rapprocher de celui-ci. À ce titre, il réprime en 1316 la rébellion de Llywelyn Bren dans les Marches galloises et joue un rôle déterminant dans la conclusion du traité de Leake en 1318, qui scelle la réconciliation d'Édouard II et du comte de Lancastre. Mais Hereford ne tarde pas à entrer en conflit avec Hugues le Despenser, le nouveau favori royal qui cherche à agrandir ses possessions dans les Marches galloises au détriment des autres barons. En 1321, Humphrey prend activement part à une rébellion contre le favori et contraint le roi à l'exiler. Après avoir initialement cédé, Édouard riposte : il défait les rebelles en 1322 et Humphrey de Bohun est tué lors de la bataille de Boroughbridge.

## Biographie

### Origines, jeunesse et mariage
Humphrey (VII) de Bohun est issu de la famille de Bohun, qui appartient au baronnage anglo-normand établi en Angleterre depuis la conquête normande au XIe siècle. Il est le seul enfant d'Humphrey (VI) de Bohun, 3e comte de Hereford et 2e comte d'Essex, et de son épouse Maud de Fiennes, une fille d'Enguerrand II de Fiennes, seigneur de Fiennes. Ainsi, du côté maternel, Humphrey est d'ascendance française. On ignore la date exacte de sa naissance, mais étant donné que le mariage de ses parents a lieu en 1275, il est communément admis par les historiens qu'il voit le jour aux alentours de 1276. En revanche, on sait avec certitude que son lieu de naissance est le château de Pleshey, situé dans le comté d'Essex. Pendant son enfance, son père Humphrey (VI) s'illustre dans la conquête du pays de Galles et reçoit en récompense des terres situées dans les Marches galloises. Désormais un important seigneur du baronnage anglais, Humphrey (VI) n'hésite pas, de concert avec Roger Bigot, 5e comte de Norfolk, à s'opposer à la politique fiscale accrue entamée par le roi Édouard Ier pour financer ses campagnes militaires en Écosse et en Aquitaine. Le conflit s'escalade jusqu'à ce Humphrey (VI) impose des Remontrances au roi en 1297, avant de se réconcilier avec lui l'année suivante.
Humphrey (VI) de Bohun décède le 31 décembre 1298. Son fils Humphrey (VII), qui a déjà atteint l'âge légal de la majorité (fixé à 21 ans), hérite immédiatement de ses prestigieux titres et devient entre autres 4e comte de Hereford et 3e comte d'Essex. Par ailleurs, il obtient la dignité héréditaire de Lord-grand-connétable d'Angleterre et devient également détenteur de l'insigne du cygne, un ornement héraldique transmis par la famille de Bohun. Cet ornement n'apparaît pas sur les armoiries des comtes de Hereford et d'Essex (D'azur à la bande d'argent cotisée d'or entre six lions rampants or), mais uniquement sur le sceau personnel d'Humphrey, où le « cygne de Bohun » est placé au-dessus de l'écu. Après avoir rendu hommage pour ses titres au roi Édouard Ier le 16 février 1299, Humphrey (VII) entre en pleine possession des nombreuses terres attachées aux titres qu'il détient. Il acquiert ainsi de vastes terres essentiellement situées dans les comtés d'Essex et du Wiltshire, mais aussi les propriétés de Huntingdon dans le Cambridgeshire et de Brecon, de Caldicot et de Hay, ces trois dernières étant localisées dans les stratégiques Marches galloises, où les magnats promus sous le règne d'Édouard Ier ont tendance à gagner une telle autorité qu'elle finit par se superposer à celle du pouvoir royal.

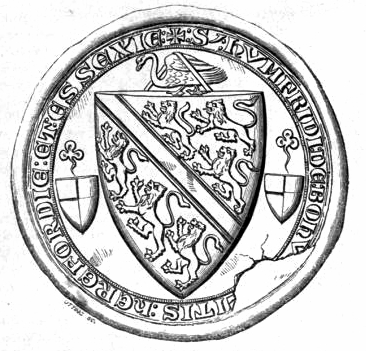
Sceau personnel d'Humphrey (VII) de Bohun, qui présente le fameux « cygne de Bohun ».

Immédiatement, Humphrey de Bohun se distingue comme étant l'un des plus importants vassaux du roi Édouard. Quelques mois après la mort de son père, il affiche sa loyauté pour son souverain en assistant le 10 septembre 1299 à Canterbury à son second mariage avec Marguerite de France, sœur du roi Philippe IV le Bel. Par la suite, Humphrey prend part aux campagnes royales en Écosse, initiées en 1296. Ainsi, il assiste le roi pendant l'été 1300 lorsque celui-ci mène le siège de l'imposant château de Caerlaverock. L'année suivante, il défend la volonté d'Édouard Ier d'assurer la suprématie anglaise sur l'Écosse en apposant son sceau à la fameuse lettre des barons adressée au pape Boniface VIII. Son importance au sein du baronnage devient à cette occasion évidente, puisqu'il est le quatrième seigneur à sceller la lettre. Finalement, pour le récompenser de sa loyauté indéfectible, le roi Édouard lui accorde la main de sa fille Élisabeth, veuve du comte Jean Ier de Hollande. Le mariage est célébré le 14 novembre 1302 à l'abbaye de Westminster. Avant la cérémonie, Humphrey doit renoncer à ses biens et ses titres, qui lui sont immédiatement restitués conjointement à lui-même et sa nouvelle épouse. Le mariage se révélera très fructueux, puisque le couple aura dix enfants entre 1303 et 1316, dont six fils.

### Campagnes d'Écosse
Les campagnes d'Écosse, destinées à assurer la soumission de ce royaume dépourvu de roi depuis 1296 à l'Angleterre, ponctuent la fin du règne d'Édouard Ier. Humphrey de Bohun ne néglige pas ses devoirs d'assister son suzerain et beau-père dans ses conflits. Le 22 mai 1306, il est adoubé à l'abbaye de Westminster par le roi Édouard aux côtés du futur Édouard II, alors prince de Galles et son beau-frère, et de nombreux autres jeunes nobles du royaume. Cette cérémonie est suivie de nombreuses festivités marquées par des tournois fréquents. Humphrey est lui-même reconnu par ses contemporains comme un tournoyeur accompli. Il n'est donc pas étonnant qu'à la fin de l'été ou au début de l'automne 1306, lui et d'autres chevaliers, dont Roger Mortimer, 1er baron Mortimer de Wigmore, et Pierre Gaveston, compagnon d'armes du prince de Galles, désertent l'armée anglaise pour se rendre à un tournoi organisé en France. Furieux, le roi confisque sur-le-champ les biens des déserteurs et émet des ordres afin de faire procéder à leur arrestation. Gaveston supplie le prince de Galles d'intervenir auprès du roi son père en leur faveur. Secondé par la reine Marguerite de France, le prince plaide la cause des jeunes chevaliers, qui sont pardonnés et recouvrent leurs possessions en janvier 1307.
Peu après son mariage, Humphrey de Bohun semble s'être associé avec Robert Bruce, jeune noble écossais alors loyal à Édouard Ier après sa soumission vers janvier 1302. Bruce dispose à ce moment-là d'importantes connexions avec la famille de Bohun. Mais cette association, dont on ignore la profondeur, prend subitement fin lorsque Robert Bruce assassine le 10 février 1306 son rival John III Comyn, seigneur de Badenoch. Quelques semaines après, le 25 mars, Bruce fait état de ses revendications au trône d'Écosse et est solennellement couronné roi à Scone. Furieux d'un tel affront face à son autorité, le roi d'Angleterre mène à l'été une campagne-éclair qui s'achève dès le 19 juin par une victoire éclatante à Methven. Humphrey prend part lui aussi à la campagne et, avec Thomas de Lancastre, 2e comte de Lancastre et neveu du roi Édouard, assiège le château de Kildrummy, où s'est réfugiée la famille de Robert Bruce qui, bien que s'échappant de la forteresse, est peu après trahie et capturée par William, 3e comte de Ross. Bruce lui-même est contraint de vivre incognito, tandis que toutes ses propriétés sont confisquées. Édouard Ier donne à son gendre le comte de Hereford plusieurs biens appartenant à Bruce, dont le château de Lochmaben et d'autres terres situées en Annandale.
Si Humphrey de Bohun reçoit de plus les quelques possessions que détenait par le passé Robert Bruce en Angleterre, c'est certes parce qu'elles jouxtent les siennes situées en Essex et dans le Middlesex, mais c'est surtout en raison de la confiance absolue du roi Édouard dont il bénéficie. De ce fait, il reçoit à l'automne 1306 la garde d'Élisabeth de Bourg, l'épouse de Bruce qui a été capturée par le comte de Ross. Contrairement aux autres captifs écossais, Élisabeth n'est pas enfermée dans une cage et bénéficie d'un traitement relativement clément en étant assignée à résidence à Burstwick, dans le Yorkshire, ce qui résulte sans doute du fait qu'elle est la fille de Richard le Comte Rouge, comte d'Ulster, l'un des plus puissants nobles anglo-normands d'Irlande et dont Édouard Ier a alors besoin de la loyauté. Au cours des années qui suivent, sa captivité se poursuit dans d'autres lieux, parmi lesquels la Tour de Londres et l'abbaye de Shaftesbury, dans le Dorset. Parallèlement, Humphrey de Bohun essaie dès 1306 de consolider son propre pouvoir en Écosse et, à ce titre, renforce durablement le château de Lochmaben, qui restera aux mains de la famille de Bohun jusqu'à la mort de son fils Guillaume en 1360. Certains membres de la famille de Bohun demeureront par la suite en Écosse sous le nom de Bounds.

### Opposition à Pierre Gaveston
Après la mort du roi Édouard Ier le 7 juillet 1307, son fils accède au trône sous le nom d'Édouard II. Humphrey de Bohun est initialement bien disposé envers son beau-frère, avec lequel son épouse Élisabeth a une relation très étroite. Il assiste le 6 août suivant à l'élévation de Pierre Gaveston, le favori du nouveau roi, au rang de comte de Cornouailles. Humphrey est au cours des mois suivants très présent à la cour et participe le 2 décembre à un tournoi tenu au château de Wallingford, à l'occasion du mariage de Gaveston avec Marguerite de Clare, la jeune nièce du roi. Ce tournoi s'achève par une humiliation, puisque les jeunes et talentueux chevaliers de Gaveston gagnent aisément contre les chevaliers plus âgés, combattant au service des comtes de Hereford, de Surrey et d'Arundel. Humphrey montre peu à peu son hostilité aux faveurs grandiloquentes dont bénéficie Gaveston, considéré comme un parvenu. Dès le 31 janvier 1308, alors qu'ils se trouvent à Boulogne, en France, où le roi vient d'épouser Isabelle, la fille de Philippe le Bel, les comtes de Hereford, de Lincoln, de Surrey et de Pembroke signent un document, connu sous le nom d'agrément de Boulogne, qui rassemble les griefs des barons anglais envers les abus de certains membres de la cour, implicitement Gaveston.
Lors du couronnement d'Édouard II et de son épouse Isabelle à Westminster le 25 février suivant, Hereford y tient une position honorifique en portant le sceptre à la croix. Mais dès le mois d'avril, il figure parmi les barons conduits par le comte de Lincoln qui présentent des demandes de réformes devant le Parlement. Humphrey approuve activement la décision rendue le 18 mai d'exiler Gaveston en Irlande. Pour autant, il continue à fréquenter la cour et approuve le retour de Gaveston en juillet 1309 après la promesse du roi d'accepter de réformer son gouvernement. Ainsi, le 16 mars 1310, il est désigné par le roi pour être l'un des 21 Seigneurs Ordonnateurs chargés d'instaurer un gouvernement plus juste. Le comte de Hereford ne répond pas en juin 1310 à l'appel du roi pour mener une expédition en Écosse, sans doute par hostilité envers Gaveston, et est privé temporairement de sa charge de connétable, qui lui est pourtant restituée le 28 août 1311. Humphrey de Bohun est présent le 27 septembre suivant lorsque les Ordonnateurs publient à Londres une série d'ordonnances, qui restreignent fortement les prérogatives royales et imposent le bannissement perpétuel de Gaveston. Face à la pression des barons, le roi doit céder et son favori quitte l'Angleterre le 3 novembre.
Cependant et au mépris de l'accord entre le roi et les Ordonnateurs, Gaveston fait rapidement son retour en Angleterre et rejoint Édouard à York au début de janvier 1312. Apprenant la nouvelle, les Ordonnateurs se réunissent à Londres, où l'archevêque de Canterbury Robert Winchelsey prononce l'excommunication du favori honni, tandis que les comtes de Surrey et Pembroke reçoivent l'ordre de le capturer. Séparé du roi qui est retourné à York afin d'y lever des troupes, Gaveston est contraint de capituler au château de Scarborough le 19 mai face à l'armée des comtes de Surrey et de Pembroke. Ce dernier lui promet qu'aucun mal ne lui sera fait et le garde provisoirement emprisonné en attendant que le Parlement statue sur son sort. C'est l'occasion que choisit le comte de Warwick pour enlever de force Gaveston. Emmené au château de Warwick, le favori y est condamné à mort le 18 juin pour haute trahison en raison de son retour illégal en Angleterre par les comtes de Lancastre, de Warwick, de Hereford et d'Arundel. Le lendemain, Lancastre, Hereford et Arundel accompagnent le favori sur son lieu d'exécution, à Blacklow Hill, où Pierre Gaveston est décapité. Les comtes présents laissent ensuite sur place son cadavre, qui est plus tard récupéré par des dominicains d'Oxford.

### Capture à Bannockburn
L'exécution de Pierre Gaveston provoque la fureur du roi Édouard II, qui jure secrètement de venger la mort de son ami. Par ailleurs, le camp des Ordonnateurs se retrouve divisé entre les responsables de la mort du favori et les autres qui, à l'instar du comte de Pembroke, jugent plus prudent de se rapprocher du roi. Les négociations pour aboutir à un pardon des assassins de Gaveston commencent dès septembre 1312. En décembre, un accord fragile commence à voir le jour, mais les barons insurgés commandés par Lancastre refusent de se soumettre avant d'être assurés du maintien des Ordonnances. Ce n'est que le 16 octobre 1313 que le roi consent finalement à accorder son pardon aux Ordonnateurs impliqués dans l'enlèvement et l'exécution de son favori, bien que sa rancune subsiste. Pour sceller la paix, Édouard convie ces derniers, dont son beau-frère, à un banquet. Hereford et les autres magnats répliquent le lendemain en insistant de même. En décembre 1313, Humphrey surprend quant à lui ses comparses lorsqu'il accepte de rejoindre l'armée royale en prévision de la prochaine invasion de l'Écosse, fixée au printemps 1314. Lancastre, Warwick et Arundel refusent pour leur part de soutenir Édouard, prétextant en vertu des Ordonnances de l'absence d'approbation parlementaire.
L'ost royal traverse la frontière écossaise au début du mois de juin 1314 et avance vers le château de Stirling, dont le commandant, assiégé par les hommes de Robert Bruce, a promis de livrer la place s'il n'est pas secouru avant le 24. Édouard II, bien qu'accompagné seulement des comtes de Hereford, de Pembroke et de Gloucester, dispose d'un avantage numérique écrasant. Le 23 juin, Anglais et Écossais se rencontrent près de Bannockburn et s'apprêtent à se livrer bataille. Du fait de son statut de connétable, Humphrey de Bohun aurait dû recevoir le commandement de l'armée. Mais, en dépit du pardon que lui a accordé le roi pour son rôle dans la mort de Gaveston, le comte de Gloucester lui est préféré pour assurer la direction du combat imminent. Néanmoins, Gloucester est jugé trop jeune et inexpérimenté par Hereford, et ce dernier insiste pour conduire la charge de la cavalerie anglaise. Dans la mêlée qui s'ensuit, la cavalerie est mise en déroute par l'infanterie écossaise. Humphrey sort indemne de cette charge infructueuse, bien que son cousin Henri de Bohun pourchasse et affronte en combat singulier le roi d'Écosse avant que ce dernier ne lui fracasse le crâne d'un violent coup de hache. À la tombée de la nuit, la poursuite du combat s'interrompt et est repoussée au lendemain.
Le second jour de la bataille, il semble qu'une dispute entre les comtes de Hereford et de Gloucester quant à la poursuite du combat provoque une charge désespérée de Gloucester, qui est tué. Sa querelle avec Humphrey contribue probablement à la confusion dans les rangs anglais et paralyse complètement l'armée royale. De son côté, Hereford combat pendant l'essentiel de la journée en conduisant des archers gallois et des chevaliers anglais. Les archers se révèlent efficaces face aux schiltrons écossais, mais la charge de la cavalerie de Robert Bruce précipite définitivement la déroute. Sentant la bataille perdue, les comtes de Hereford et d'Angus et le baron Segrave retournent en précipitation vers Carlisle : en chemin, ils font une halte au château de Bothwell où Walter fitz Gilbert, le shérif écossais qui y siège, change d'allégeance en apprenant le triomphe de Robert Bruce et livre les fugitifs au vainqueur. Détenu par le roi d'Écosse, Humphrey est rançonné en octobre ou novembre 1314 par son beau-frère Édouard II, sans doute grâce à l'intercession en sa faveur de son épouse Élisabeth. La libération du comte de Hereford se fait en échange de nombreux prisonniers écossais incarcérés en Angleterre depuis longtemps, dont la reine Élisabeth de Bourg et l'évêque de Glasgow Robert Wishart.

### Rapprochement avecÉdouardII
Après sa libération, Humphrey de Bohun amorce un rapprochement significatif avec son beau-frère Édouard II, peut-être par le truchement de son épouse Élisabeth. Ainsi, aussi surprenant que cela puisse paraître, il assiste le 2 janvier 1315 aux funérailles de Pierre Gaveston à Kings Langley, alors que ses anciens acolytes, les comtes de Lancastre et de Warwick, boudent ostensiblement la cérémonie. Au cours des années qui suivent, le comte de Hereford reste très présent à la cour et correspond fréquemment avec son beau-frère. On sait par ailleurs que la reine Isabelle de France visite son épouse Élisabeth aux alentours de Noël 1315. Par déférence envers la reine, le couple comtal prénomme sa dernière fille, née le 5 mai 1316, Isabelle. Mais la comtesse de Hereford meurt peu après son dernier accouchement, ce qui plonge le comte dans une profonde dépression, comme le note James Conway-Davies : « il était certainement un guerrier audacieux et capable, bien que sombre et pensif ». Pourtant, malgré la disparition du lien familial qui les unissait, le roi Édouard et Humphrey de Bohun maintiennent une relation courtoise, d'autant que le comte de Hereford s'abstient de participer au gouvernement du comte de Lancastre établi après la défaite de Bannockburn en 1314.
Hereford se distingue particulièrement pendant cette période dans les Marches galloises. En effet, le 28 janvier 1316, le noble gallois Llywelyn Bren commence une révolte en attaquant par surprise le château de Caerphilly, en protestation face aux abus de l'agent royal Payn de Turberville envers la population galloise locale. La rébellion se répand rapidement à travers le Glamorgan. Face à cette insurrection, le roi Édouard donne l'ordre au comte de Hereford de lever des troupes et d'écraser la rébellion. Début mars, les forces anglaises avancent depuis Cardiff et affrontent brièvement Llywelyn à Castell Morgraig, ce qui l'oblige à lever le siège de Caerphilly. Llywelyn, poursuivi par les hommes d'Humphrey de Bohun partis depuis Brecon, décide d'abandonner la lutte et capitule sans conditions devant le comte de Hereford à Ystradfellte le 18 mars 1316. Il demande en revanche que ses partisans soient épargnés : ce comportement chevaleresque lui vaut le respect de Hereford, qui lui promet d'intercéder en sa faveur auprès du roi. Llywelyn est d'abord confié à la garde du comte et emprisonné à Brecon, puis est envoyé à la forteresse royale de la Tour de Londres. Humphrey presse par la suite le roi d'accorder un pardon à Llywelyn et à ses hommes, ce que ce dernier accepte de faire au cours de l'été.
S'il garde une rancune envers Humphrey pour son rôle dans la mort de Gaveston, Édouard II comprend par contre que son beau-frère reste loyal à la couronne et se révèle un intermédiaire de choix dans les négociations entre le roi et le comte de Lancastre. Depuis le retrait du gouvernement de Lancastre courant 1316, le roi tombe sous la coupe de nouveaux favoris, à l'instar de Roger Damory, Hugh Audley ou William Montagu, qui incitent le souverain à rompre avec Lancastre. Pendant l'été 1318, les comtes de Hereford et de Pembroke, accompagnés de plusieurs prélats et barons, recherchent une réconciliation entre Édouard et Thomas de Lancastre. Après avoir arraché au roi la promesse d'écarter ses favoris, ces personnalités du « parti du Milieu » proclament le 9 août 1318 le traité de Leake, qui scelle la réconciliation entre Édouard II et Lancastre. Après la promesse faite par le roi de respecter les Ordonnances de 1311, Humphrey accepte d'être présent dans un conseil de barons créé par le roi chargé de réformer le gouvernement. Le comte de Hereford accompagne ensuite l'armée royale en septembre 1319 lorsqu'Édouard essaie de reprendre aux Écossais la ville frontalière de Berwick, mais le retrait prématuré du comte de Lancastre précipite finalement l'échec de l'expédition.

### Rébellion et mort
La rupture entre Édouard II et Humphrey de Bohun survient lorsque Hugues le Despenser devient le nouveau favori royal à la fin de l'année 1318. Ce dernier possède plusieurs terres dans les Marches galloises et, avec le soutien du roi, cherche à s'y constituer un vaste territoire au détriment des autres seigneurs qui y détiennent des propriétés. La convoitise de la péninsule de Gower suscite la rivalité des seigneurs des Marches. En effet, le seigneur de Gower, Guillaume VII de Briouze, a promis Gower à plusieurs bénéficiaires dont le comte de Hereford et les barons Mortimer de Wigmore et Despenser. Mais son gendre, le baron Mowbray, proteste et obtient la cession de Gower. Hugues le Despenser demande au roi de lui céder Gower en lieu et place du bénéficiaire. Le 26 octobre 1320, Édouard confisque Gower sous prétexte que Briouze l'a donné à son gendre Mowbray sans l'autorisation royale et nomme son favori gardien du domaine. Les autres seigneurs des Marches galloises font part de leur mécontentement, en justifiant leur opposition par le fait que l'excuse invoquée par le roi n'est pas applicable, puisque le droit anglais ne s'applique pas dans les Marches. En protestation, Humphrey de Bohun quitte la cour avec fracas en décembre 1320 et retourne dans ses terres des Marches.
Le 30 janvier 1321, le roi interdit au comte de Hereford de s'associer au comte de Lancastre. Le 16 mars, Édouard II ordonne la saisie du château de Builth, qui appartient à Humphrey. Par la suite, le comte refuse de se présenter devant le roi, avançant comme excuse la crainte pour sa sécurité si Despenser reste aux côtés du roi, et demande la convocation du Parlement afin qu'il puisse faire valoir ses droits concernant Gower contre Despenser. Il propose que, pendant ce délai, Despenser soit remis à la garde du comte de Lancastre pour sa propre sécurité. Invoquant les circonstances de l'exécution de Gaveston en 1312, Édouard accueille cette proposition avec cynisme et refuse de renvoyer son favori. Le 4 mai, Hereford, accompagné des barons Mowbray, Audley, Damory, Giffard et Mortimer de Wigmore et de Chirk, lance une rébellion dans les Marches, pille et occupe en quelques jours toutes les terres de Despenser. Au cours d'une réunion à Sherburn-in-Elmet le 28 juin, Lancastre et Hereford discutent des mesures à prendre. Ils associent leurs troupes et marchent sur Londres, où ils exigent le 1er août l'exil perpétuel de Despenser. Après avoir consulté le comte de Pembroke, Édouard II cède face aux pressions des rebelles et prononce le 14 août le bannissement de son favori.
« [Le comte de] Hereford mena le combat sur le pont, mais ses hommes et lui furent pris dans un feu de flèches. Puis, l'un des piquiers de [Andrew] Harclay, dissimulé sous le pont, s'est propulsé vers le haut entre les planches et a empalé le comte de Hereford à travers l'anus, tordant la tête de la pique de fer dans ses intestins. Ses cris agonisants ont transformé l'avance en panique. »
La victoire des barons n'est que temporaire. Édouard II assiège dès le mois d'octobre le château de Leeds, tenu par Marguerite de Clare, épouse du baron Badlesmere. Les Mortimer et Hereford réunissent une armée pour aller secourir Leeds, mais sont découragés d'une telle entreprise par Lancastre. Après avoir pris Leeds, le roi conduit en décembre une armée vers l'Ouest afin de soumettre les seigneurs des Marches, qui se retranchent derrière la Severn et attendent vainement l'aide promise par Lancastre. Même si les Mortimer et Hereford parviennent à détruire le pont de Bridgnorth au-dessus de la Severn, l'immense armée royale réussit à franchir le fleuve à Shrewsbury. Peu après la reddition des Mortimer, Hereford s'enfuit auprès de Lancastre au château de Pontefract et le convainc de se retrancher vers le Nord. En représailles, le roi ordonne le 23 janvier 1322 la confiscation de toutes ses possessions. Finalement, l'armée de Lancastre est interceptée pendant sa fuite par le shérif Andrew Harclay le 16 mars à Boroughbridge. Les rebelles tentent de forcer le passage du pont qui traverse la rivière Ure mais sont écrasés. Pour sa part, Humphrey de Bohun est tué dès le début du combat, empalé par un piquier caché sous le pont, selon la Chronique de Brut. Il est inhumé quelques jours plus tard sur ordre du roi dans l'église dominicaine d'York.

## Descendance
De son mariage avec Élisabeth d'Angleterre, Humphrey de Bohun a dix enfants :
- Marguerite de Bohun (septembre 1303 – av. 1er février 1304)[8] ;
- Éléonore de Bohun (17 octobre 1304 – 7 octobre 1363), épouse d'abord James Butler, 1er comte d'Ormond, puis Thomas Dagworth[9] ;
- Humphrey de Bohun (v. 20 octobre 1305 – 28 octobre 1305)[8] ;
- John de Bohun (23 novembre 1306 – 20 janvier 1336), 5e comte de Hereford, épouse d'abord Alice FitzAlan, puis Margaret Basset ;
- Humphrey de Bohun (6 décembre 1309 – 15 octobre 1361), 6e comte de Hereford ;
- Marguerite de Bohun (3 avril 1311 – 16 décembre 1391), épouse Hugues de Courtenay, 10e comte de Devon ;
- Guillaume de Bohun (v. 1312 – 16 septembre 1360), 1er comte de Northampton, épouse Élisabeth de Badlesmere ;
- Édouard de Bohun (v. 1312 – 10 septembre 1334), épouse Margaret de Ros ;
- Énéas de Bohun (v. 1314 – av. 20 septembre 1331) ;
- Isabelle de Bohun (5 mai 1316 – v. 5 mai 1316).

### Sources premières
- H. R. Luard, Flores historiarum, vol. 3, Londres, 1890
- (la) W. R. Childs, Vita Edwardi Secundi, Oxford, Oxford University Press, 2005, 270 p. (ISBN 0-19-927594-7)

### Sources secondaires
- Michael Altschul, A Baronial Family in Medieval England : The Clares, 1217–1314, Baltimore, The Johns Hopkins University Press, 1965 (ISBN 0-8018-0022-6)
- G. W. S. Barrow, Robert Bruce and the Community of the Realm of Scotland, Londres, Eyre & Spottiswoode, 1965 (ISBN 978-0-7486-8522-6)
- (la) W. R. Childs, Vita Edwardi Secundi, Oxford, Oxford University Press, 2005, 270 p. (ISBN 0-19-927594-7)
- George Cokayne, The Complete Peerage of England, Scotland, Ireland, Great Britain and the United Kingdom, vol. 1, Londres, The St. Catherine Press, 1959
- James Conway-Davies, The Baronial Opposition to Edward II : Its Character and Policy, a Study in Administrative History, Londres, Cass, 1918 (ISBN 978-1-294-92355-8)
- (en) J. S. Hamilton, Piers Gaveston, Earl of Cornwall, 1307–1312 : Politics and Patronage in the Reign of Edward II, Détroit ; Londres, Wayne State University Press ; Harvester-Wheatsheaf, 1988, 192 p. (ISBN 0-8143-2008-2)
- (en) J. S. Hamilton, « Bohun, Humphrey (VII) de, fourth earl of Hereford and ninth earl of Essex (c.1276–1322) », dans Oxford Dictionary of National Biography, Oxford University Press, 2004 (lire en ligne )
- Jean Le Melletier, Les Seigneurs de Bohun, illustre famille anglo-normande originaire du Cotentin, Coutances, Arnaud-Bellée, 1978
- (en) Ian Mortimer, The Greatest Traitor : the Life of Sir Roger Mortimer, 1st Earl of March, Ruler of England 1327–1330, Londres, Jonathan Cape, 2003, 377 p. (ISBN 0-224-06249-2)
- Douglas Richardson, Plantagenet Ancestry : A Study in Colonial and Medieval Families, Baltimore, Kimball G. Everingham, 2004 (ISBN 0-8063-1750-7)
- Ronald McNair Scott, Robert the Bruce : King of Scots, New York, Peter Bedrick, 1989 (ASIN B010EW70UQ)
- T. F. Tout, The place of the Reign of Edward II in English History, Manchester, Manchester University Press, 1914 (ISBN 88-920-0008-X)
- (en) T. T. Tout et R. A. Griffiths, « Llywelyn Bren (d. 1318) », dans Oxford Dictionary of National Biography, Oxford University Press, 2004 (lire en ligne )